# Radevo, Varna
Radevo (în bulgară Радево) este un sat în comuna Aksakovo, regiunea Varna,  Bulgaria. 

## Demografie
Componența etnică a satului Radevo
     Bulgari (96,77%)
     Nicio identificare (3,22%)
     Altele (0%)
La recensământul din 2011, populația satului Radevo era de 31 locuitori. Din punct de vedere etnic, majoritatea locuitorilor (96,77%) erau bulgari. Pentru 3,22% din locuitori nu este cunoscută apartenența etnică.